# Anne Bennent
Pour les articles homonymes, voir Bennent.
Anne Bennent est une actrice suisse née le 13 octobre 1963 à Lausanne (Suisse).

## Biographie
Anne Bennent, sœur aînée de David Bennent, est la fille de l'acteur allemand Heinz Bennent (Le Tambour) et de la danseuse Paulette Renou (nom de scène Diane Mansart) . Elle maitrise le français, l’allemand, l’anglais, l’italien  sans aucun doute grâce à de nombreux déplacements à travers le monde . À neuf ans en 1973, avec toute la famille Bennent, elle joue son premier rôle dans le film Die Eltern (Les parents) de Hans W. Geißendörfer. La famille d'artistes Bennent aura bien d’autres opportunités de jouer ensemble sur scène et devant la caméra.
En 1977, elle débute au Schillertheater de Berlin dans La Cerisaie de Tchekov . En 1978, elle incarne Lissa, 15 ans, avec son père Heinz Bennent dans la série policière Derrick (Saison 5, Épisode 9, Le père de Lissa) . A16 années, en 1980, elle tient le rôle-titre dans le film Lulu de Walerian Borowczyk, où son père Heinz Bennent tient le rôle du Dr Schoen. De 1981 à 1982, elle étudie au Conservatoire de musique de Genève dans la classe de Claude Stralz. En 1984, elle fréquente l'École du Théâtre des Amandiers à Nanterre chez Patrice Chéreau.
De 1984 à 1986, elle est engagée par le Residenztheater de Munich. Suit en 1986 un engagement au Staatstheater Stuttgart dirigé à l’époque par Ivan Nagel. Là, elle travaille avec des metteurs en scène tels que Bob Wilson, Niels-Peter Rudolph et Axel Manthey et le prix O.E.Hasse catégorie meilleure jeune actrice. De 1990 à 2003, elle se produit régulièrement au Burgtheater de Vienne, joue également au Festival de Salzbourg, au Schauspielhaus de Hambourg et au Théâtre des Bouffes du Nord à Paris sous la direction de Peter Brook .
Anne Bennent est également chanteuse. Dès 1989, elle présente le récital de chansons françaises Pour Maman en Allemagne, en Autriche, en Suisse et en France . Son frère David Bennent, également acteur, il a joué avec elle plusieurs fois au théâtre et au cinéma. En 1999, par exemple, ils jouent ensemble lors de la première mondiale de Fegefeuer (Purgatoire) de George Tabori à l’Akademietheater de Vienne .

## Filmographie
- 1973 : Les Parents (Die Eltern) (TV) : Ann
- 1976 : Lobster (feuilleton TV) : Sabine Schulke (episode "Der Einarmige")
- 1976 : Sternsteinhof
- 1976 : Die Wildente : Hedwig Ekdal, Tochter
- 1979 : Theodor Chindler - Die Geschichte einer deutschen Familie (feuilleton TV) : Luise
- 1979 : Der Tote bin ich
- 1980 : Meine Seele ist eine leidenschaftliche Tänzerin - Bettina von Arnim (TV)
- 1980 : Lulu : Lulu
- 1982 : L'Amour des femmes : La fausse italienne
- 1982 : Domino : Andrea
- 1983 : Schnelles Geld
- 1983 : Brandmale : Angela
- 1984 : Der Snob (TV)
- 1984 : Un amour de Swann : Chloe
- 1994 : 71 Fragments d'une chronologie du hasard (71 Fragmente einer Chronologie des Zufalls) : Inge Brunner
- 1999 : Requiem für eine romantische Frau
- 2001 : Wambo (TV)
- 2004 : Princesse Marie (TV) : Anna Freud
- 2004 : Silentium : Apothekerin
- 2006 : Commissario Laurenti - Die Toten vom Karst (TV)
- 2008 : Séraphine : Anne-Marie Uhde
- 2011 : Les Faux-monnayeurs de Benoît Jacquot (TV)
- 2019 : Als Hitler das rosa Kaninchen stahl

### Séries télévisées (sélection)
- 1975 : Der Kommissar – Fährt der Zug nach Italien? : Ilse Kempe
- 1978 : Le Renard – Die Sträflingsfrau : La jeune fille
- 1978 à 1986 : Derrick (5)
  - 1978 : Le père de Lissa (Lissas Vater) : Lissa
  - 1982 : Un voyage à Lindau (Die Fahrt nach Lindau) : Mona Gericke
  - 1983 : Courrier de nuit (Geheimnisse einer Nacht) : Erika
  - 1984 : Le meilleur de la classe (Der Klassenbeste) : Grit
  - 1985 : Qui a tué Asmy? (Wer erschoss Asmy?) : Erni Weik
  - 1986 : La nuit de la mort (Die Nacht, in der Ronda starb) : Britta Stolze
- 2001 : Tatort - Tod vor Scharhörn

## Distinctions
- 1986 : Le prix O.E. Hasse de l’Académie des Arts de Berlin [9],[10]
- 1996 : La médaille Kainz pour son rôle principal dans Yvonne, Princesse de Bourgogne